# Município de Roundhead (condado de Hardin, Ohio)
O município de Roundhead (em inglês: Roundhead Township) é um município localizado no condado de Hardin no estado estadounidense de Ohio. No ano de 2010 tinha uma população de 720 habitantes e uma densidade populacional de 10,75 pessoas por km².

## Geografia
O município de Roundhead encontra-se localizado nas coordenadas 40° 35′ 29″ N, 83° 50′ 54″ O. Segundo a Departamento do Censo dos Estados Unidos, o município tem uma superfície total de 66.98 km², da qual 66,98 km² correspondem a terra firme e (0 %) 0 km² é água.

## Demografia
Segundo o censo de 2010, tinha 720 pessoas residindo no município de Roundhead. A densidade populacional era de 10,75 hab./km². Dos 720 habitantes, o município de Roundhead estava composto pelo 97,92 % brancos, o 0,14 % eram afroamericanos, o 0,42 % eram asiáticos, o 0,42 % eram de outras raças e o 1,11 % eram de uma mistura de raças. Do total da população o 0,42 % eram hispanos ou latinos de qualquer raça.